# Twink (term)

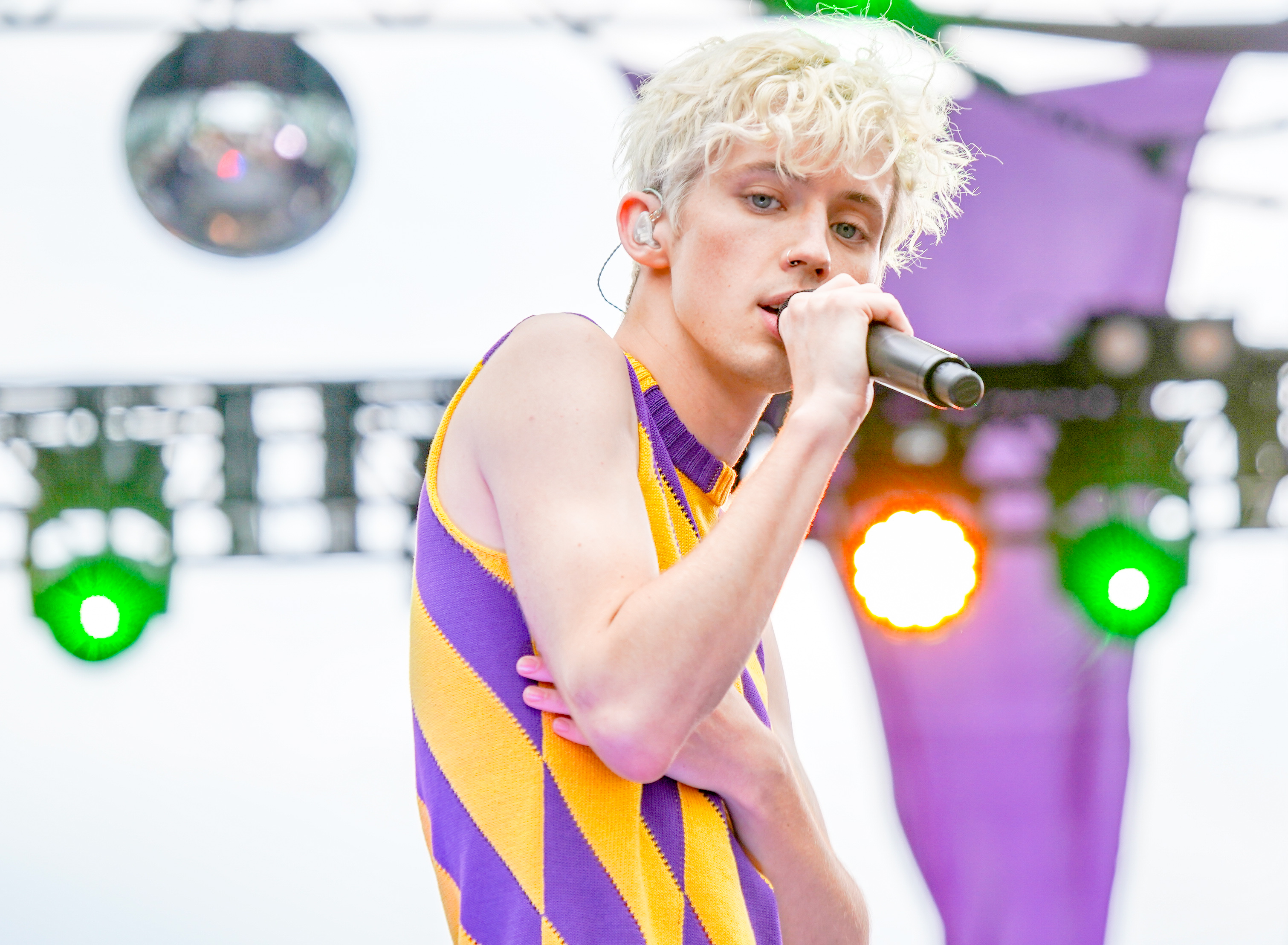
De Australische zanger Troye Sivan kan gezien worden als het archetype van een twink.

Een twink is in het homocircuit, vooral in de homoseksuele chat- en internetwereld, zoals chatboxen, apps en in de homoseksuele porno, de term voor een witte, jong uitziende man, in de leeftijd van 18 tot 25 jaar, met weinig tot geen lichaams- en gezichtsbeharing en weinig mannelijke kenmerken. De term "twunk" wordt vaak gebruikt voor twinks met een gespierd lichaam. Een twink is eigenlijk een jongensachtige, slanke jonge man. Twinks hebben op chatsites en apps vaak veel aandacht van leeftijdgenoten en van wat oudere mannen.
Doordat het begrip nadruk legt op jonge witte mannen kan de term als racistisch en als een vorm van leeftijdsdiscriminatie worden gezien.